# Olios pellucidus
Olios pellucidus är en spindelart som först beskrevs av Eugen von Keyserling 1880.  Olios pellucidus ingår i släktet Olios och familjen jättekrabbspindlar.
Artens utbredningsområde är Peru. Inga underarter finns listade i Catalogue of Life.